# ニュー・パースペクティブ
「ニュー・パースペクティブ」（New Perspective）は、アメリカ合衆国のポップ・ロック・バンドであるパニック!アット・ザ・ディスコの楽曲。映画『ジェニファーズ・ボディ』のサウンドトラックとして制作され、2009年7月28日に同作からの先行シングルとして発売された。作詞作曲はブレンドン・ユーリーとジョン・フェルドマンの共作で、プロデュースはフェルドマンが手がけた。
本作は、ギタリストのライアン・ロスとベーシストのジョン・ウォーカーの脱退後に発売された初のシングルとなった。また、本作からバンド名が感嘆符を含む表記に戻った。

## 制作までの経緯
2009年7月6日、公式サイト上でライアン・ロスとジョン・ウォーカーが脱退を発表し、脱退に際してロスとウォーカーは以前は僕ら４人も一緒に音楽を作っていたけれど、創作面で別々の方向へ発展したことで、各人が個人として達成したいものを損なう結果になってしまっていた。長年の間、僕らは互いに親しく、正直でいたから、それぞれの目標とするものが違っていて、別々の道を進んだほうが絶対にいいんだってことに気づくことができたとコメント。脱退後に応じた『MTVニュース』の取材で、ロスはスペンサーとはごはんを食べながらお喋りしてたんだ。その時、不意に大きな疑問が沸いてきた。おまえは何がやりたいんだって。だから『どうだろう? しばらく自分達がやりたいことをやったほうがお互いにとっていいと思うんだけど』って提案してみた。するとスペンサーが言ったんだ。『その言葉が聞けてうれしいよ。まさに同じことを言おうとしてたんだ』って。決してケンカ別れしたわけではないよ。それが僕らが取るべき唯一の選択肢だったんだと回想し、ユーリーとの間で創作性の違いが生じていて、ロス（とウォーカー）が「レトロな印象を持たせたロック」調の楽曲作りに興味を持っていたのに対し、ユーリーがバンドに求めていた音楽が「より洗練されたポップ・サウンド」であったことを明かした。脱退発表時点で3作目のスタジオ・アルバムの制作が最終段階に入ったことや、夏にブリンク 182とのツアーを開催することが報じられていたが、ブレンドン・ユーリーとスペンサー・スミスの2人でパニック!アット・ザ・ディスコとして活動を続けることで「予定どおり行なう」ことが宣言された。
「ニュー・パースペクティヴ」のレコーディングは、ジョン・フェルドマンのプロデュースのもとで行われた。曲の最初のヴァースはユーリーが手がけ、残りのパートはフェルドマンとの共作となっている。最初のヴァースの歌詞は、ユーリーが楽曲制作の2年前に見た夢がモチーフとなっており、「とてもはっきりとした夢を見たから、忘れる前に書き留めようと思ったんだ。でも何かを説明するのが上手じゃないから、書き上げたヴァースの歌詞はとりとめのないものになってしまった」と語っている。バンドの広報係は、ロスとウォーカーが本作の制作に関わっていないことを明かしている。2009年7月時点で、バンドはデビュー・アルバム『フィーバーは止まらない』のようなエレクトロニック調の楽曲、フランク・シナトラやクイーンのスタイルを模した楽曲など10曲から11曲ほどのデモ楽曲を制作しており、「ニュー・パースペクティブ」はそのうちの1曲であった。その後、20世紀フォックスから映画『ジェニファーズ・ボディ』のサウンドトラックの提供を持ちかけられ、バンドはこれを承諾。ユーリーによれば「楽しそうに聞こえる」本作が映画と合うか不安だったが、映画の視聴後に本作と映画がうまく合っていたことに感動したという。

## リリース・評価
2009年7月7日、『オルタナティヴ・プレス』が本作の発売を発表した。楽曲が披露となったのは同年に開催された『サンディエゴ・コミコン』で、ユーリーがソロのアコースティック編成で演奏された。7月28日、バンドの公式MySpaceで本作をプレミア公開し、同日にはロスとウォーカーが結成した新しいバンド、ザ・ヤング・ヴェインズもバンド初の楽曲「Change」を自身の公式MySpaceで発表した。ザ・ヤング・ヴェインズ側が事前告知を行っていなかったことから、MTVニュースは「パニック!アット・ザ・ディスコを出し抜こうとしている」と見なしたが、スミスは「僕はまったくショックを受けたり怒ったりしていない。約3週間もバンドが何をしているか知られていなかったし、音楽が同じタイミングで発売されるのは良いことだと思う」と答えた。
8月18日にラジオで本作がエアプレイされ、歌詞の一部を編集でカットしたバージョンが使用された。
『ビルボード』誌のモニカ・エレラは、本作の特徴として「力強い楽器演奏とオペラ風のボーカル」「『プリティ。オッド。』を思い起こさせるミッドテンポ」を挙げ、「歌詞が現状をしっかりと捉えている」と評した。

## ミュージック・ビデオ
「ニュー・パースペクティブ」のミュージック・ビデオは、2009年9月4日にフュエルド・バイ・ラーメンの公式YouTubeチャンネルで公開された。監督はカイ・リーガンが務めた。
ビデオは、黒のスーツを着用したユーリーとスミスが高校の廊下を歩きまわる様子で構成され、映画『ジェニファーズ・ボディ』の映像も一部使用された。

## クレジット
※出典
- ブレンドン・ユーリー – ボーカル、ギター、ピアノ、作詞作曲
- スペンサー・スミス – ドラム、追加のボーカル
- ジョン・フェルドマン – 作詞作曲、プロデュース、プログラミング、追加のボーカル、レコーディング・エンジニア
- エリック・ロン – 追加のボーカル、エンジニア
- ガーシュ – エンジニア
- スティーヴ・プーナ – エンジニア

## チャート成績
| チャート (2009年)                     | 最高位 |
| ------------------------------------- | ------ |
| オーストラリア (ARIA)                 | 69     |
| カナダ (Canadian Hot 100)             | 78     |
| US Bubbling Under Hot 100 (Billboard) | 4      |